# Lystlunden
Lystlunden är en fotbollsstadion i Horten i Norge. Den byggdes 1948.
Lagen Ørn-Horten, SK Falk Fotball och Horten Fotballklubb spelar sina hemmamatcher här.